# 두왕초등학교
두왕초등학교(斗旺初等學校)는 대한민국 울산광역시 남구에 있는 공립 초등학교이다.

## 연혁
- 2020년 3월 1일 : 개교